# Сальдивар-и-Ласо, Рафаэль
Рафаэль Сальдивар-и-Ласо (Сан Алексо, 1834 — Париж, 2 марта 1903 г.) — Президент Сальвадора с 1 мая 1876 по 21 июня 1885 года. Рафаэль изучал медицину в Европе и начал свою карьеру в качестве врача. В 1860 году он был назначен заведующим кафедрой философии и гигиены в университете Гватемалы. После ухода с этого поста, Сальдивар-и-Ласо занялся политикой и был избран в Палату представителей Гватемалы, а затем в Сенат, и, наконец, избран президентом в 1876 году.
Именно под его администрацией либеральные реформы упразднили коллективную собственность по всей стране. Президент был против возрождения Соединённых провинций Центральной Америки. Позже он был свергнут в результате военного переворота и его сменил генерал Фернандо Фигероа. Рафаэль Сальдивар-и-Ласо умер в Париже в 1903 году.